# Renault Evado Concept
Evado est apparu au salon de Genève en 1995. Ce concept car annonce très clairement la Renault Laguna Nevada qui se voudra en rupture avec le break purement utilitaire.